# 이니그마 (음악 그룹)
이니그마(Enigma)는 마이클 크레투, 잔드라, 다비트 페어슈타인, 프랭크 피터슨이 1990년에 시작한 독일 음악 프로젝트이다.
일곱 장의 앨범은 모두 프로젝트 이름으로 발매되었다. 첫 번째 앨범이자 가장 성공한 앨범인 MCMXC a.D.의 경우, 세계적으로 1600만장 이상의 CD가 팔렸다. 영국에서는 3년이 넘게 오피셜 차트 순위에 올랐으며, 미국 빌보드 차트에는 282주 동안 올라있었다.
이니그마는 최초로 디지털 오디오 워크스테이션을 녹음실로 사용한 음악 그룹이었다. 또한 샘플링에 샤쿠하지나 그레고리안 성가 같은, 타악기가 아닌 악기나 음성을 사용하였다.

### 독일어
- Enigma.de (이니그마 공식 웹사이트)
- Crocodile-Music.de (이니그마 공식 메니지먼트 웹사이트)
- EMI Virgin Record Company (이니그마 공식 레코드 웹사이트)

### 영어
- Enigma Space (이니그마 공식 영어 웹사이트)
- Enigma Planet (이니그마 공식 마이스페이스 웹페이지)
- EnigmaMusic (국제 펜사이트)
- Last.Fm Profile (Music scrobbler)
- Enigma Music TV (이니그마 공식 유튜브 채널)

### 폴란드어
- EnigmaCretu.Com (이니그마 공식 폴란드어 웹사이트)